# Magyarország közigazgatási kerületei II. József uralkodása alatt
II. József magyar király (ur. 1780–1790) 1785-ben az addigi, nagyfokú autonómiát élvező, a magyar rendiség alapját képező vármegyerendszer helyett új közigazgatást vezetett be, amelynek keretében 10 kerületet hoztak létre Nyitra, Besztercebánya, Kassa, Munkács, Nagyvárad, Temesvár, Pest, Győr, Pécs és Zágráb székhellyel. A kerületek élére kinevezett királyi kerületi biztosokat immár a központi kormányzat nevezte ki, akárcsak a tisztviselői kar többi részét (alispánok, szolgabírák). 1786-ban Erdélyben is átálltak a kerületi rendszerre: itt 3 új egységet szerveztek. 1790-ben II. József halálos ágyán, sok más rendelkezéssel egyetemben, a közigazgatási rendeletet is semmisnek nyilvánította.

## Kerületi biztosok
| kerület                                         | területén fekvő vármegyék                                               | kerületi biztos     | terminus  | megjegyzés                        |
| ----------------------------------------------- | ----------------------------------------------------------------------- | ------------------- | --------- | --------------------------------- |
| Nyitra                                          | Bars, Nyitra, Pozsony, Trencsén vármegyék                               | Ürményi József      | 1785–1788 | előléptetve kamarai kincstárnokká |
| Nyitra                                          | Bars, Nyitra, Pozsony, Trencsén vármegyék                               | Brunszvik Antal     | 1788–1790 |                                   |
| Besztercebánya                                  | Árva, Liptó, Gömör, Hont, Turóc, Zólyom vármegyék                       | Prónay László       | 1785–1790 |                                   |
| Kassa                                           | Abaúj, Sáros, Szepes, Torna, Zemplén vármegyék                          | Szent-Iványi Ferenc | 1785–1790 |                                   |
| Munkács                                         | Bereg, Máramaros, Szatmár, Ugocsa, Ung vármegyék                        | Révay Simon         | 1785–1787 | leváltva                          |
| Munkács                                         | Bereg, Máramaros, Szatmár, Ugocsa, Ung vármegyék                        | Rosenfeld András    | 1787–1790 |                                   |
| Nagyvárad                                       | Arad, Békés, Bihar, Csanád, Csongrád, Szabolcs vármegyék, Hajdú kerület | Teleki Sámuel       | 1785–1786 | előléptetve                       |
| Nagyvárad                                       | Arad, Békés, Bihar, Csanád, Csongrád, Szabolcs vármegyék, Hajdú kerület | Haller József       | 1787–1790 |                                   |
| Temesvár                                        | Bács, Krassó, Temes, Torontál vármegyék                                 | Bachó János         | 1785–1790 |                                   |
| Pest                                            | Borsod, Fejér, Heves, Nógrád, Pest vármegyék, Jászkun kerület           | Majláth József      | 1785–1786 | előléptetve                       |
| Pest                                            | Borsod, Fejér, Heves, Nógrád, Pest vármegyék, Jászkun kerület           | Almásy Pál          | 1787–1790 |                                   |
| Győr                                            | Győr, Moson, Sopron, Komárom, Esztergom, Vas, Veszprém vármegyék        | Győry Ferenc        | 1785–1790 |                                   |
| Pécs                                            | Baranya, Somogy, Szerém, Tolna, Verőce vármegyék                        | Széchényi Ferenc    | 1785–1786 | lemondott                         |
| Pécs                                            | Baranya, Somogy, Szerém, Tolna, Verőce vármegyék                        | Splényi József      | 1786–1790 |                                   |
| Zágráb                                          | Körös, Pozsega, Varasd, Zágráb, Szörény, Zala vármegyék                 | Balassa Ferenc      | 1785–1790 |                                   |
| Erdély területén kialakított kerületek 1786-tól |                                                                         |                     |           |                                   |
| Szeben                                          |                                                                         | Kemény Farkas       | 1786–1790 |                                   |
| Fogaras                                         |                                                                         | Michael Bruckenthal | 1786–1790 |                                   |
| Kolozsvár                                       |                                                                         | Teleki Ádám         | 1786–1790 |                                   |